# تشيرنوفتسي
تشيرنوفتسي أو شِرنِفِتسة (بالإنجليزية: Chernivtsi)‏ هي تتبع شرنفتسة أبلست . وهي عاصمة بوكوفينا، شِرنِفِتسَة أبلَست . بلغ عدد سكانها 263287 نسمة في 1 أكتوبر 2014 . تبلغ مساحتها 153 كيلومتر مربع . ورمزها البريدي هو 58000–58033 .

## المناخ
يظهر الجدول التالي التغييرات المناخية على مدار السنة لتشيرنوفتسي:
| البيانات المناخية لـتشيرنوفتسي    | البيانات المناخية لـتشيرنوفتسي | البيانات المناخية لـتشيرنوفتسي | البيانات المناخية لـتشيرنوفتسي | البيانات المناخية لـتشيرنوفتسي | البيانات المناخية لـتشيرنوفتسي | البيانات المناخية لـتشيرنوفتسي | البيانات المناخية لـتشيرنوفتسي | البيانات المناخية لـتشيرنوفتسي | البيانات المناخية لـتشيرنوفتسي | البيانات المناخية لـتشيرنوفتسي | البيانات المناخية لـتشيرنوفتسي | البيانات المناخية لـتشيرنوفتسي | البيانات المناخية لـتشيرنوفتسي |
| الشهر                             | يناير                          | فبراير                         | مارس                           | أبريل                          | مايو                           | يونيو                          | يوليو                          | أغسطس                          | سبتمبر                         | أكتوبر                         | نوفمبر                         | ديسمبر                         | المعدل السنوي                  |
| --------------------------------- | ------------------------------ | ------------------------------ | ------------------------------ | ------------------------------ | ------------------------------ | ------------------------------ | ------------------------------ | ------------------------------ | ------------------------------ | ------------------------------ | ------------------------------ | ------------------------------ | ------------------------------ |
| الدرجة القصوى °م (°ف)             | 15.3 (59.5)                    | 21.3 (70.3)                    | 24.6 (76.3)                    | 30.9 (87.6)                    | 33.5 (92.3)                    | 35.6 (96.1)                    | 37.4 (99.3)                    | 37.7 (99.9)                    | 36.7 (98.1)                    | 31.0 (87.8)                    | 24.9 (76.8)                    | 17.9 (64.2)                    | 37.7 (99.9)                    |
| متوسط درجة الحرارة الكبرى °م (°ف) | 0.1 (32.2)                     | 1.8 (35.2)                     | 7.2 (45.0)                     | 14.5 (58.1)                    | 20.4 (68.7)                    | 23.1 (73.6)                    | 25.1 (77.2)                    | 24.6 (76.3)                    | 19.6 (67.3)                    | 13.8 (56.8)                    | 6.1 (43.0)                     | 0.9 (33.6)                     | 13.1 (55.6)                    |
| المتوسط اليومي °م (°ف)            | −2.9 (26.8)                    | −1.8 (28.8)                    | 2.7 (36.9)                     | 9.2 (48.6)                     | 14.9 (58.8)                    | 18.0 (64.4)                    | 19.8 (67.6)                    | 19.1 (66.4)                    | 14.3 (57.7)                    | 8.8 (47.8)                     | 2.6 (36.7)                     | −1.9 (28.6)                    | 8.6 (47.5)                     |
| متوسط درجة الحرارة الصغرى °م (°ف) | −5.7 (21.7)                    | −4.7 (23.5)                    | −0.9 (30.4)                    | 4.6 (40.3)                     | 9.8 (49.6)                     | 13.3 (55.9)                    | 15.1 (59.2)                    | 14.4 (57.9)                    | 9.9 (49.8)                     | 4.9 (40.8)                     | −0.2 (31.6)                    | −4.4 (24.1)                    | 4.7 (40.5)                     |
| أدنى درجة حرارة °م (°ف)           | −30.7 (−23.3)                  | −29.0 (−20.2)                  | −21.7 (−7.1)                   | −13.6 (7.5)                    | −2.0 (28.4)                    | 3.0 (37.4)                     | 7.4 (45.3)                     | 3.4 (38.1)                     | −4.4 (24.1)                    | −9.7 (14.5)                    | −17.5 (0.5)                    | −28.0 (−18.4)                  | −30.7 (−23.3)                  |
| الهطول مم (إنش)                   | 26 (1.0)                       | 30 (1.2)                       | 32 (1.3)                       | 47 (1.9)                       | 76 (3.0)                       | 88 (3.5)                       | 96 (3.8)                       | 75 (3.0)                       | 50 (2.0)                       | 36 (1.4)                       | 33 (1.3)                       | 33 (1.3)                       | 622 (24.5)                     |
| متوسط الأيام الممطرة              | 7                              | 7                              | 12                             | 17                             | 17                             | 18                             | 15                             | 13                             | 13                             | 13                             | 12                             | 9                              | 153                            |
| متوسط الأيام المثلجة              | 15                             | 15                             | 10                             | 3                              | 0.03                           | 0                              | 0                              | 0                              | 0                              | 1                              | 7                              | 13                             | 64                             |
| متوسط الرطوبة النسبية (%)         | 83                             | 81                             | 75                             | 69                             | 69                             | 71                             | 71                             | 73                             | 75                             | 79                             | 84                             | 85                             | 76                             |
| ساعات سطوع الشمس الشهرية          | 65                             | 75                             | 123                            | 162                            | 219                            | 233                            | 247                            | 246                            | 188                            | 141                            | 68                             | 53                             | 1٬820                          |
| المصدر #1: Pogoda.ru.net          |                                |                                |                                |                                |                                |                                |                                |                                |                                |                                |                                |                                |                                |
| المصدر #2: NOAA (sun, 1961–1990)  |                                |                                |                                |                                |                                |                                |                                |                                |                                |                                |                                |                                |                                |

## معرض صور

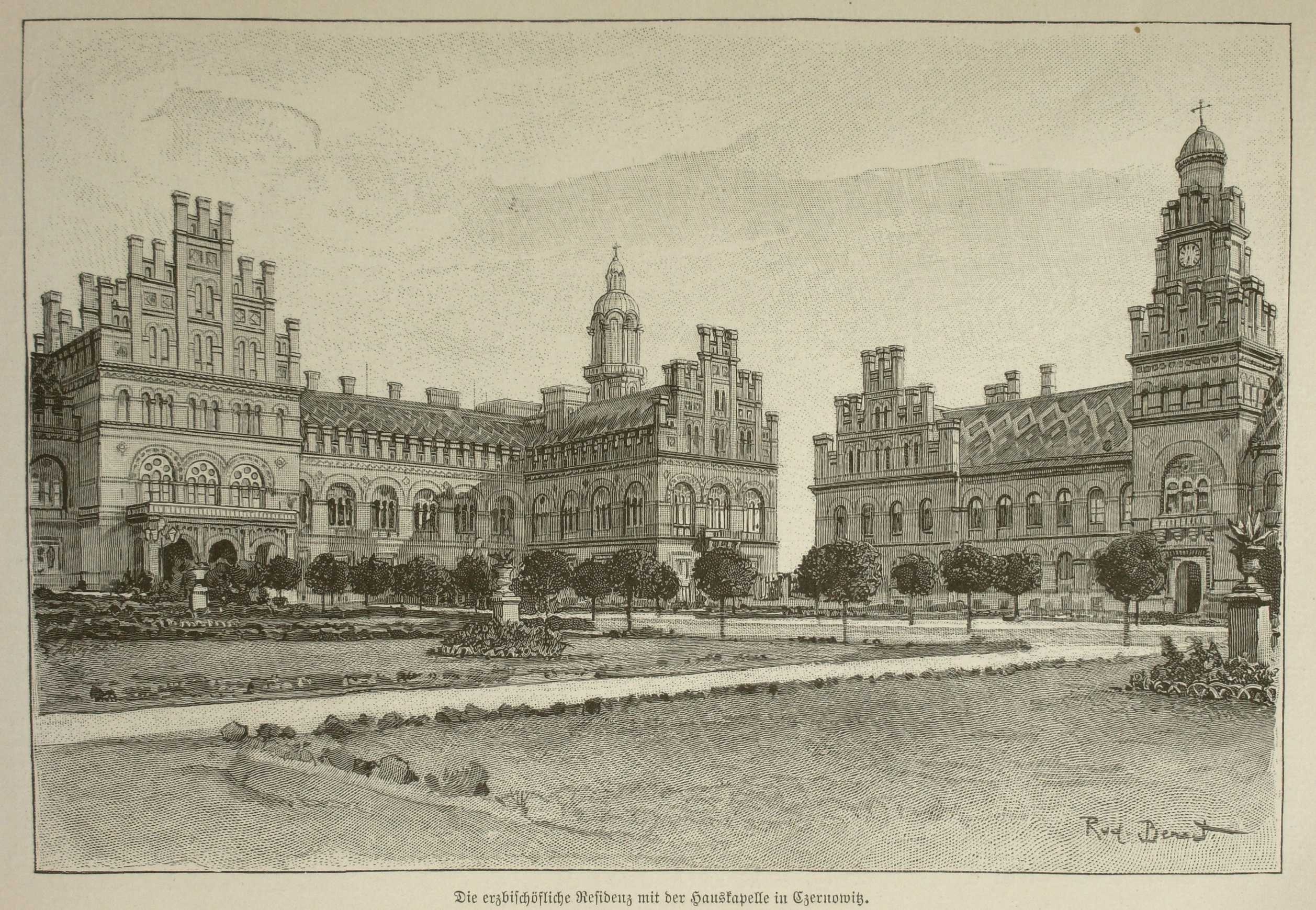
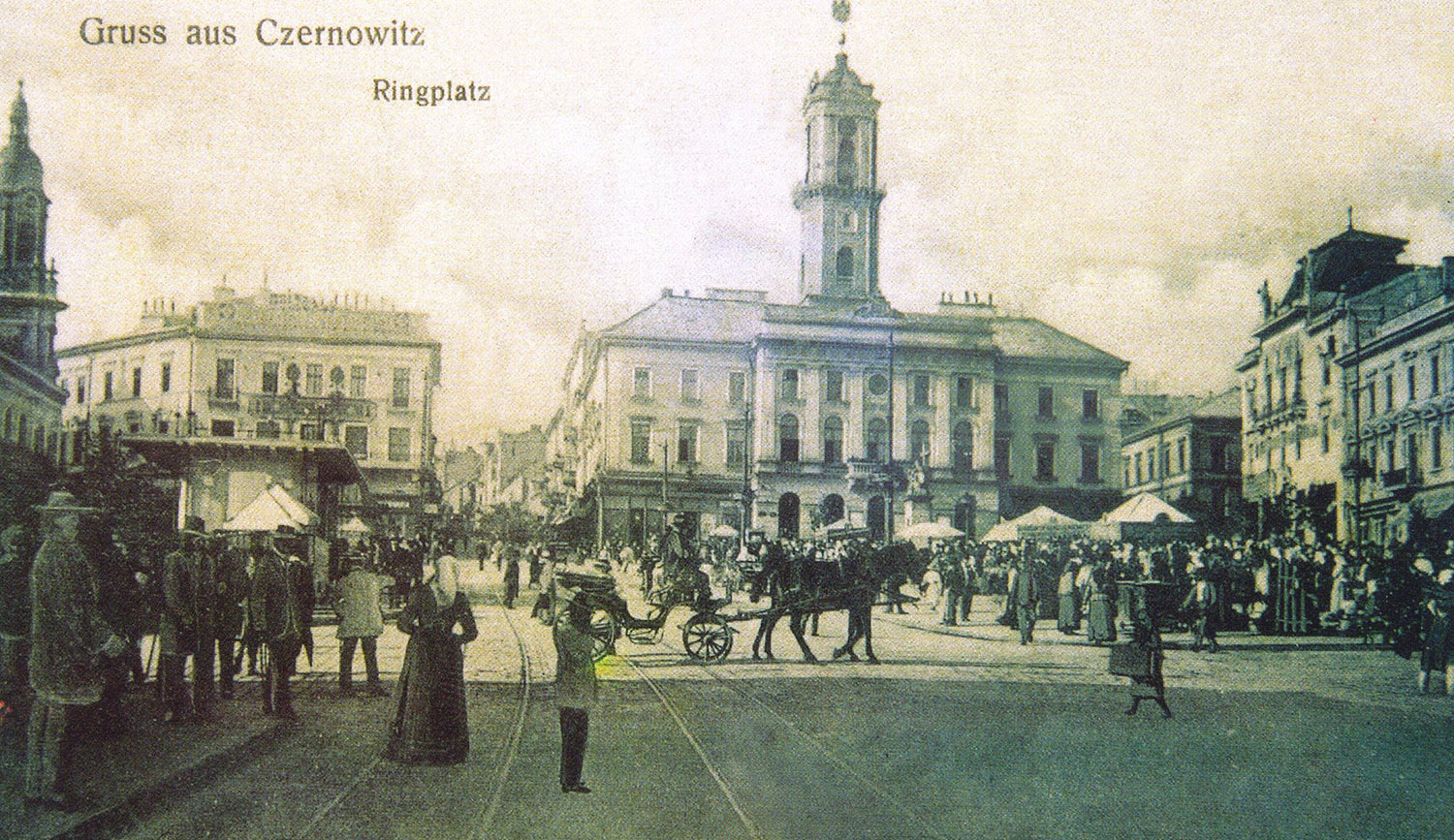
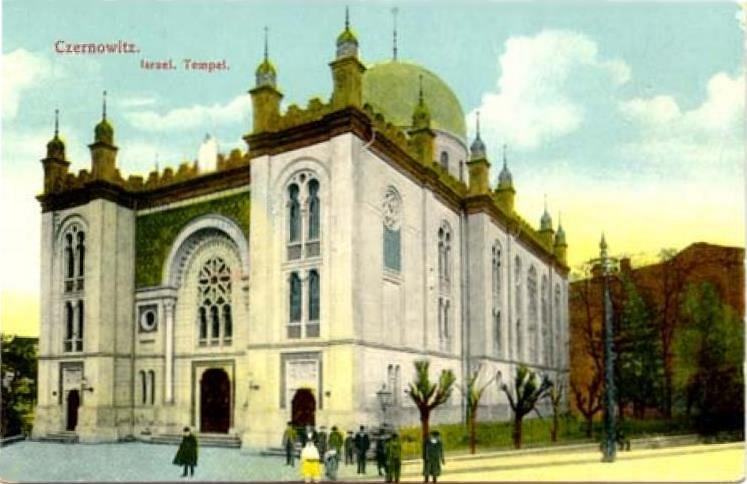
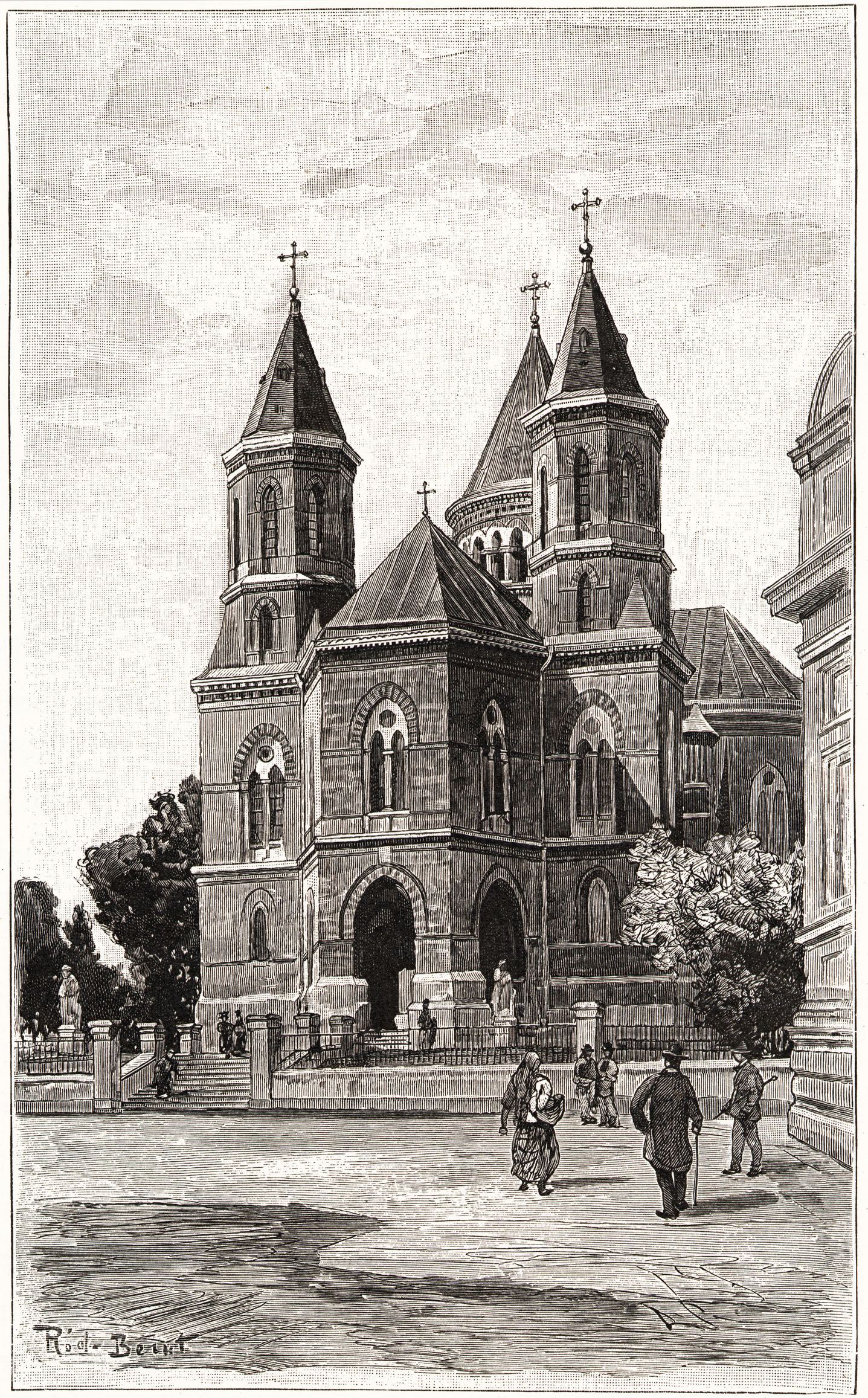

## مدن توأم
المدن التوأم:
- سوتشافا[20]
- كونين[21]
- سان ميغيل دي توكومان
- تشيزانو ماديرنو
- كلاغنفورت[22]
- تيميشوارا[23]
- بريانسك[24]
- سولت ليك سيتي[25]
- ساسكاتون[26]
- الناصرة العليا[27]
- بودولسك[28]
- ياش[29]
- بالتسي.[30]

## أعلام
- أرسيني ياتسينيوك
- جوسيف بورغ
- ميلا كونيس